# واط
الواط أو الوات (بالإنجليزية: Watt)‏ (الرمز: W) هي وحدة مشتقة لقياس القدرة في نظام الوحدات الدولي، سميت بهذا الاسم نسبة للمهندس الإسكتلندي جيمس واط (1736-1819). الواحد واط يُعَرَّف بأنه 1 جول لكل ثانية، وهو وحدة قياس لمعدل نقل الطاقة أو تحويلها من صورة لأخرى.
تستخدم وحدة الواط بكثرة في حساب القدرة الكهربائية،
في  التيار المستمر (بالإنجليزية: DC)‏  هي القدرة التي يبذلها تيار ثابت قيمته واحد أمبير بتأثير جهد كهربائي قيمته واحد فولت تعادل واحد واط.
1 واط = 1 فولت × 1 أمبير = 1 جول /ثانية
في  التيار المتردد (بالإنجليزية: AC)‏ عندها يكون حاصل ضرب القيمة اللحظية بالأمبير بالقيمة اللحظية للجهد بالفولت ينتج القيمة اللحظية بالواط. والمتوسط الجبري للقدرات اللحظية في دورة كاملة (متوسط القدرة) يساوي القدرة بالواط.

## تعريف
الواحد واط هو معدل بذل العمل حينما تثبت سرعة جسم عند واحد متر لكل ثانية ضد قوة معارضة ثابته تساوي واحد نيوتن.
{\displaystyle \mathrm {W={\frac {J}{s}}={\frac {N\cdot m}{s}}={\frac {kg\cdot m^{2}}{s^{3}}}} }
من ناحية الكهرومغناطيسية: الواحد واط هو معدل بذل العمل عندما يسرى تيار شدته واحد أمبير (A) خلال فرق جهد كهربائي يساوي واحد فولت (V).
{\displaystyle \mathrm {W=V\cdot A} }
يمكن استنتاج تحويلتين وحداتيّن إضافيتين للواط باستخدام المعادلة أعلاه وقانون أوم.
{\displaystyle \mathrm {W={\frac {V^{2}}{\Omega }}=A^{2}\cdot \Omega } }
حيث إن الأوم ({\displaystyle \Omega }) هي وحدة مشتقة في النظام الدولي لقياس المقاومة الكهربائية.

## أمثلة
- شخص كتلته تساوي 100 كجم يتسلق سلم ارتفاعه 3 أمتار في 5 ثوان يبذل شغل بمعدل يقارب 600 واط. (الكتلة) مضروبة في (التسارع الناتج عن الجاذبية) مضروبا في (الارتفاع) مقسوما على (الزمن) المستغرق في رفع الجسم إلى ارتفاع معين يعطي معدل بذل الشغل أو القدرة.
- العامل على مدار يوم عمل من 8 ساعات يمكنه الحفاظ على متوسط إنتاج (قدرة) يقارب 75 واط؛ ويمكن تحقيق مستويات قدرة أعلى لفترات قصيرة وبواسطة الرياضيين.[6]

## أصل الاسم واعتماده كوحدة
سميت وحدة القدرة الكهربائية نسبة للمخترع الاسكتلتندي جيمس واط (وات) لإسهاماته في تطوير المحرك البخاري ، بعد أن اقترح كارل ويليام سيمينز ذلك في أغسطس 1882، في خطاب رئيسه إلى المؤتمر الثاني والخمسين للجمعية البريطانية لتقدم العلوم ، باعتبار أن الوحدات في النظام العملي للوحدات تسمى بأسماء علماء الفيزياء الرائدين ، اقترحت شركة سيمينز اسم «واط» قد يكون مناسباً لوحدة القدرة الكهربائية، وحددت الوحدة على أنها «القدرة التي ينقلها تيار 1 أمبير خلال فرق جهد 1 فولط».
في أكتوبر 1908، في المؤتمر الدولي للوحدات والمعايير الكهربائية في لندن  ، أًنشئ مايسمى بالتعاريف «الدولية» للوحدات الكهربائية العملية. وعُرّف الواط أنه يساوي 107 في النظام العملي للوحدات.
كانت «الوحدات الدولية» مهيمنة من عام 1909 حتى عام 1948. بعد المؤتمر العام التاسع للأوزان والمقاييس في عام 1948، تم إعادة تعريف الواط «الدولي» من الوحدات العملية إلى الوحدات المطلقة (أي باستخدام الطول والكتلة والوقت فقط). هذا يعني أن 1 واط عُرّف الآن أنه كمية الطاقة المنقولة في وحدة زمنية، وهي 1 جول/ثانية في هذا التعريف الجديد، واط واحد «مطلق» = 1.00019 واط «دولي». من المرجح أن النصوص المكتوبة قبل عام 1948 تستخدم الواط «الدولي»، مما يعني توخي الحذر عند مقارنة القيم العددية من هذه الفترة مع وات ما بعد عام 1948. في عام 1960، اعتمد المؤتمر العام الحادي عشر للأوزان والمقاييس الواط «المطلق» في النظام الدولي للوحدات (SI) كوحدة القدرة.

## قواسم الواط ومضاعفاته
| القواسم                                         | القواسم | القواسم  | المضاعفات | المضاعفات | المضاعفات |
| القيمة                                          | الرمز   | الاسم    | القيمة    | الرمز     | الاسم     |
| ----------------------------------------------- | ------- | -------- | --------- | --------- | --------- |
| 10−1 واط                                        | dW      | ديسيواط  | 110 واط   | daW       | ديكاواط   |
| 10−2 واط                                        | cW      | سنتيواط  | 210 واط   | hW        | هكتوواط   |
| 10−3 واط                                        | mW      | ميليواط  | 310 واط   | kW        | كيلوواط   |
| 10−6 واط                                        | µW      | ميكروواط | 610 واط   | MW        | ميغاواط   |
| 10−9 واط                                        | nW      | نانوواط  | 910 واط   | GW        | غيغاواط   |
| 10−12 واط                                       | pW      | بيكوواط  | 1210 واط  | TW        | تيراواط   |
| 10−15 واط                                       | fW      | فيمتوواط | 1510 واط  | PW        | بيتاواط   |
| 10−18 واط                                       | aW      | أتّوواط   | 1810 واط  | EW        | إجزاواط   |
| 10−21 واط                                       | zW      | زِبتوواط  | 2110 واط  | ZW        | زيتّاواط   |
| 10−24 واط                                       | yW      | يُكتوواط  | 2410 واط  | YW        | يوتّاواط   |
| القواسم والمضاعفات بالخط الغليظ هي الأكثر شيوعاً |         |          |           |           |           |

### القواسم
- أتّوواط [aW]

قيمته تساوي (10−18) واط، تبلغ شدة (قوة) الصوت في الماء المقابلة للضغط الصوتي المرجعي العالمي البالغ 1  μPa (ميكرو باسكال) تقريباً 0.65 aW/m2.
فيمتوات
- فيمتوواط [fW]

يساوي (10−15) واط. يستخدم في المجالات التقنية وحساب شدة الإشارات إلى المستقبلات الراديوية وأجهزة الرادار. على سبيل المثال، تتطلب أرقام أداء موالف FM ذات مغزى للحساسية والهدوء والإشارة إلى الضوضاء تحديد طاقة التردد اللاسلكي المطبقة على دخل الهوائي. غالبًا ما يتم تحديد مستويات الإدخال هذه في ديسيبل (الديسيبيلات المشار إليها بـ 1 فيمتوواط). الذي هو 0.2739 ميكروفولت عبر حمل 75 أوم أو 0.5477 ميكروفولت عبر حمولة 300 أوم؛ تأخذ المواصفات في الاعتبار معاوقة دخل التردد اللاسلكي للموالف.
- بيكوواط [pW]

```
لا يجب الخلط بينه وبين البتاواط الأكبر بكثير (PW)، قيمته تساوي (10
−12
)
واط
. ويستخدم عادة في إشارات أجهزة استقبال الراديو والرادار، وإلى الصوتيات. واحدة البيكوواط تعد القيمة المرجعية الدولية للطاقة الصوتية عندما يتم التعبير عن هذه الكمية على أنها مستوى بالديسيبل.
[
15
]
```

- نانوواط [nW]

يساوي واحد من المليار (10−9) واط.تُستخدم القوى التي تُقاس بالنانوواط في الإشارة إلى أجهزة استقبال الراديو والرادار.
- ميكرواط [µW]

```
يساوي واحد من مليون (10
−6
) 
واط
. عادة القوى المهمة التي يتم قياسها بالميكروواط في أنظمة الأجهزة الطبية مثل EEG و ECG ، في مجموعة متنوعة من الأدوات العلمية والهندسية وأيضًا بالإشارة إلى أجهزة الاستقبال الراديوي والراداري.
[
16
]
```

- ميللي واط [mW]

ميللي واط (mW) يساوي واحد من ألف (10  −3 ) واط. ينتج مؤشر ليزر نموذجي حوالي خمسة ميللي واط من الطاقة الضوئية، في حين أن السمع النموذجي للأشخاص يستخدمون أقل من واحد ميللي واط.، الاشارات الصوتيّة وإشارات كهربائية أخرى تقاس بالديسيبل ميلي واط (dBm) وتساوي واحد ميللي واط (mW).

### المضاعفات
- الكيلوواط [kW]

تساوي 1000 واط (10+3)واط، تستخدم هذه الواحدة عادة للإشارة إلى القدرة الكهربائية للمحرك وطاقة المحرك الكهربائي والآلات والسخانات. وهي أيضا وحدة شائعة للتعبير عن خرج الطاقة الكهرومغناطيسية لمحطات البث الإذاعي والتلفزيوني.
الكيلوواط الواحد يساوي 1.34 حصان بخاري، أي أنه سخان صغير يحمل عنصر تسخين واحد ينتج طاقة مقدارها 1 كيلوواط، وتناسب الاستهلاك الكهربائي المنزلي.
وتتلقى مساحة سطح تبلغ مترًا مربعًا على الأرض حوالي كيلوواط واحد من أشعة الشمس من الأشعة الشمسية (في يوم واضح في منتصف اليوم، بالقرب من خط الاستواء).
- ميجاواط [MW]

يساوي 1 مليون واط (10+6) واط، العديد من الأحداث أو الآلات تنتج أو تستمر في تحويل الطاقة ضمن هذا النطاق، بما في ذلك المحركات الكهربائية الكبيرة؛ والسفن الحربية الضخمة مثل حاملات الطائرات، والغواصات؛ ومزارع الخوادم الضخمة أو مراكز البيانات؛ وبعض معدات البحث العلمي، مثل مناجم الفحم العملاقة، وبقايا إنتاج أشعة الليزر الكبيرة للغاية. وقد يستخدم مبنى سكني أو تجاري كبير عدة ميغاوات في الطاقة الكهربائية والحرارة. أما على السكك الحديدية فإن القاطرات الكهربائية الحديثة عالية الطاقة تتمتع عادة بذروة إنتاج الطاقة من 5 إلى 6 ميجاوات، في حين تنتج بعض هذه القاطرات طاقة أكبر بكثير. ويستخدم يوروستار، على سبيل المثال، أكثر من 12 ميجاوات، في حين تنتج القاطرات الثقيلة التي تعمل بالديزل والكهرباء أو تستخدم عادة من 3 إلى 5 ميجاوات. تمتلك محطات الطاقة النووية الأمريكية قدرات صيفية صافية تتراوح بين 500 و 1300 ميجاوات.
أول ذكر للميجاوات كان في قاموس أكسفورد الإنجليزية (OED)، هو مرجع في لقاموس ويبستر 1900. كمايرد أنها ظهرت أول مرة عام 1885.
- جيجاواط [GW]

تساوي (10+9) واط، تستخدم هذه الوحدة غالبًا في محطات الطاقة الكبيرة أو شبكات الطاقة. على سبيل المثال، بحلول نهاية عام 2010، كان من المتوقع أن يزداد نقص الطاقة في مقاطعة شانشي في الصين إلى 5 إلى 6 جيجاواط ، وكانت القدرة المركبة لطاقة الرياح في ألمانيا 25,8 جيجاواط. أكبر وحدة (من بين أربع وحدات) ومن بين محطات الطاقة النووية البلجيكية لديها ذروة إنتاج 1.04 GW. تم تصنيع محولات HVDC مع تقديرات طاقة تصل إلى 2 GW.
- تيراواط [TW]

```
تساوي (10
+12
)
واط
 ، إن إجمالي الطاقة التي يستخدمها البشر في مختلف أنحاء العالم تُقاس عادة بتيراواط. وتساوي أقوى طاقة ليزر أُنتج من منتصف الستينيات إلى منتصف التسعينيات من القرن العشرين ينتج الطاقة بالتيراواط، ولكن فقط لأطر زمنية نانوية. يبلغ متوسط ضربات البرق ذروة تيراواط واحد، ولكن هذه الضربات تستمر فقط لمدة 30 ميكروثانية.
```

- بيتا واط [PW]

تساوي (10+15)واط، وهي الطاقة التي ينتجها الليزر الحالي في فترة زمنية مقدرة بالبيكوثانية (10−12 ثانية)، ومن بين هذه الأنواع ليزر نوفا للورنس ليفرمور الذي وصل إلى خرج طاقة مقدارها 1.25 بيكوواط (1.25 x 10+15واط) باستخدام تقنية التضخيم النبضي المجزأ، مدة النبضة حوالي 0.5 بيكوثانية (5 x 10 −13 ثانية) وتعطي طاقة مقدارها 600 جول.
مثال آخر الليزر المستخدم في تجارب الاشتعال السريع (LFEX) في معهد هندسة الليزر (Ile) في جامعة أوساكا في اليابان، والذي حقق خرج طاقة يبلغ 2 بيتاواط لمدة 1 بيكوثانية.
وفقًا لمتوسط الإشعاع الشمسي الإجمالي  البالغ 1.366 كيلوواط/م+2 ، فإن الطاقة الإجمالية لأشعة الشمس التي تضرب الغلاف الجوي للأرض تقدر بـ 174 بيتاوواط.

## تحويلات
- الواط = 1 جول\الثانية
- الواط = 0.0013404 حصان
- الكيلو واط = 1.3404 حصان